# Adventure of a Lifetime
Adventure of a Lifetime (englisch „Abenteuer des Lebens“) ist ein Lied der britischen Rockband Coldplay, das im November 2015 erschien.

## Entstehung und Veröffentlichung
Das Lied wurde von den Coldplay-Mitgliedern Guy Berryman, Jonny Buckland, Will Champion und Chris Martin geschrieben. Für die Produktion zeichneten Rik Simpson und das Produzententrio Stargate (bestehend aus Mikkel Eriksen, Tor Hermansen und Hallgeir Rustan) verantwortlich.
Die Erstveröffentlichung von Adventure of a Lifetime erfolgte als Single am 6. November 2015 bei Parlophone. Diese erschien als digitaler Einzeltrack zum Download und Streaming (Katalognummer: 1058139399). Im Folgemonat erschien ein Remix des norwegischen DJs Matoma ebenfalls als Einzeltrack (Katalognummer: 1079944207). Am 4. Dezember desselben Jahres, einen Tag nach der Remixveröffentlichung, erschien das Lied als Teil von Coldplays siebten Studioalbum A Head Full of Dreams (Katalognummer: 2564698264), dessen erste Singleauskopplung es ist.

## Musikvideo
Das dazugehörige Musikvideo entstand unter der Regie von Mat Whitecross und feierte seine Premiere am 29. November 2015. Das Konzept entstand, nachdem sich Frontmann Martin und der britische Schauspieler Andy Serkis in einem Flugzeug getroffen und Ideen diskutiert hatten. Die Dreharbeiten dauerten etwa sechs Monate und wurden bis Juni 2025 über 1,6 Milliarden Mal auf der Videoplattform YouTube aufgerufen.

### Bedeutung
Das CGI-animierte Video zeigt eine Gruppe von Schimpansen, die unter einem Laubhaufen auf einen Beats Pill-Lautsprecher stoßen. Die Primaten entdecken daraufhin die Macht der Musik und gründen eine Band, die den Mitgliedern von Coldplay ähnelt.
Das Video beginnt mit einem ähnlichen Aufbau wie das zu Paradise (September 2011). Zu Beginn sitzen vier Schimpansen (gespielt von den Bandmitgliedern) in einem Wald. Die ersten Strophen beginnen, nachdem ein Schimpanse (gespielt von Jonny Buckland) einen Beats-Pill-Lautsprecher unter einem Laubhaufen gefunden hat. Ein anderer Schimpanse (gespielt von Chris Martin) hört die Musik und ruft den Rest der Gruppe (gespielt von Guy Berryman und Will Champion) zu sich. Dann klopft er sich auf die Brust und springt allein zu einem Weg im Wald.
Die Figur singt das Lied und schwingt sich an den Ranken des Weidenbaums. Dann tanzen die vier Schimpansen während des Refrains zusammen. Nach dem Refrain finden sie eine elektrische Gitarre, einen Bass und ein Schlagzeug. Die Schimpansen klopfen auf den Instrumenten herum, bevor sie deren richtige Verwendung erkennen. Die Figuren spielen auf den Instrumenten und bilden eine „Affenband“. Bucklands Figur erhält einen Hut und Berrymans Figur einen Ohrring.
Während der Bridge des Liedes ist die Band von anderen Schimpansen umgeben (die ebenfalls von der Band gespielt werden). Der Rest des Videos zeigt die Tanzbewegungen der anderen Schimpansen und den Auftritt der Affenbande. Am Ende des Videos klettert Martins Figur auf einen Baum und überblickt die Aussicht auf den Wald, in dem auch einige indische Tempel zu sehen sind – ein Hinweis auf die indische Inspiration des dazugehörigen Albums A Head Full of Dreams.

### Hintergrund und Produktion
Laut The Guardian wurde das Video im Imaginarium gedreht, wo auch die Reboot-Serie von Planet der Affen und Teile von Avengers: Age of Ultron sowie Star Wars: Das Erwachen der Macht gefilmt wurden. Die britische Choreografin Holly Blakey war für die Tanzschritte der Band verantwortlich.
Hannah Clark, die Produzentin des Videos, kommentierte: "Schimpansen gehören zu den schwierigeren Lebewesen, wenn es darum geht, sie zu animieren. Sie sind nicht nur ziemlich menschlich in ihren Bewegungen, sondern auch mit Haaren bedeckt. Hinzu kommt, dass wir keine Hintergründe gedreht hatten, und wir verlangten von jedem Post-Kollaborateur eine ganze Menge. Die Gesichter der Band waren mit einem speziellen, reflektierenden und Licht einfangenden Make-up überzogen, das es den Computern ermöglichte, die Videoübertragung angemessen zu interpretieren und die Charaktere der Schimpansen zu rendern. Die Bandmitglieder spielten keine echten Instrumente, sondern ähnlich geformte Objekte, mit denen sich realistische Körperhaltungen erzeugen ließen.
Die Animation, die visuellen Effekte und das Motion Design des Videos wurden von Mathematic – einer in Paris ansässigen Produktionsfirma – durchgeführt. Mat Whitecross filmte die Band mit einer Spezialkamera. Jedes Bandmitglied trug außerdem ein am Kopf befestigtes Kamerasystem, das zu einer Drei-Kamera-Lösung konfiguriert wurde. Die Kamerasysteme lieferten mehrere Videoströme, aus denen das Produktionsteam 3D-Punkte erstellen konnte.

## Rezeption
Robbie Daw und Bianca Gracie vom Idolator bewerteten das Lied mit 8/10 bzw. 7/10 Punkten, wobei sie feststellten, dass das Lied „unglaublich lebendig ist, auf eine fast kindliche, glückselige Art und Weise, die einen solchen energetischen Rausch erzeugt“ und dass es „die beste Coldplay-Single seit sieben Jahren“ sei.

## Kommerzieller Erfolg

### Chartplatzierungen
| ChartsChartplatzierungen       | Höchstplatzierung | Wochen |
| ------------------------------ | ----------------- | ------ |
| Deutschland (GfK)              | 5 (27 Wo.)        | 27     |
| Österreich (Ö3)                | 14 (24 Wo.)       | 24     |
| Schweiz (IFPI)                 | 3 (30 Wo.)        | 30     |
| Vereinigte Staaten (Billboard) | 13 (20 Wo.)       | 20     |
| Vereinigtes Königreich (OCC)   | 7 (45 Wo.)        | 45     |

| ChartsJahrescharts (2016)      | Platzierung |
| ------------------------------ | ----------- |
| Schweiz (IFPI)                 | 41          |
| Vereinigte Staaten (Billboard) | 95          |
| Vereinigtes Königreich (OCC)   | 42          |

### Auszeichnungen für Musikverkäufe
| Land/Region                  | Auszeichnungen für Musikverkäufe (Land/Region, Auszeichnung, Verkäufe) | Verkäufe  |
| ---------------------------- | ---------------------------------------------------------------------- | --------- |
| Australien (ARIA)            | 3× Platin                                                              | 210.000   |
| Belgien (BRMA)               | Gold                                                                   | 15.000    |
| Dänemark (IFPI)              | 2× Platin                                                              | 180.000   |
| Deutschland (BVMI)           | Platin                                                                 | 400.000   |
| Frankreich (SNEP)            | Gold                                                                   | 66.666    |
| Italien (FIMI)               | 4× Platin                                                              | 200.000   |
| Kanada (MC)                  | 2× Platin                                                              | 160.000   |
| Mexiko (AMPROFON)            | Gold                                                                   | 30.000    |
| Neuseeland (RMNZ)            | 3× Platin                                                              | 90.000    |
| Polen (ZPAV)                 | 2× Platin                                                              | 100.000   |
| Portugal (AFP)               | 2× Platin                                                              | 20.000    |
| Schweden (IFPI)              | 2× Platin                                                              | 80.000    |
| Schweiz (IFPI)               | Gold                                                                   | 15.000    |
| Spanien (Promusicae)         | 2× Platin                                                              | 80.000    |
| Vereinigte Staaten (RIAA)    | 3× Platin                                                              | 3.000.000 |
| Vereinigtes Königreich (BPI) | 3× Platin                                                              | 1.800.000 |
| Insgesamt                    | 4× Gold · 29× Platin ·                                                 | 6.445.666 |

Hauptartikel: Coldplay/Auszeichnungen für Musikverkäufe